# Исикари (равнина)
Исикари (на японски: 石狩平野, Ишикарихейя) e равнина в Япония, разположена в югозападната част на остров Хокайдо. Простира се на 140 km от север на юг, ширина – до 50 km, площта ѝ е около 3800 km². На югозапад, север и изток е ограничена от планини – съответно: масива Сикоцу, масива Секамбецо и хребета Юбари. На северозапад опира до брега на Японско море, а на юг – до брега на Тихия океан. Изградена е основно от алувиалните наслаги на река Исикари и нейните притоци и на места е частично заблатена. Отводнява се от река Исикари и нейните притоци Урю, Сарати, Юбари и др. Явява се най-важният селскостопански район на остров Хокайдо. В западната ѝ част е разположен най-големият град на остров Хокайдо – Сапоро.